# Lenisierung
Lenisierung oder Lenierung (manchmal auch Lenition) (zu lat. lenis „mild, sanft“) ist ein Fachbegriff der Linguistik. Darunter wird normalerweise der Wandel eines Fortis-Konsonanten in den entsprechenden Lenis-Konsonanten verstanden. Dies kann die Änderung von stimmlos nach stimmhaft bedeuten, aber auch den Verlust der Aspiration u. a., Details siehe unter Fortis.
Die Lenisierung findet häufig in stimmhafter Umgebung statt, also
- entweder zwischen Vokalen
- oder zwischen Vokal und stimmhaften Konsonanten.

Es handelt sich also um einen Assimilationsvorgang. Beispiele sind etwa der Lautwandel von mittelhochdeutsch këller, tanne, hemmen, gesprochen mit langen intervokalischen Konsonanten als [ˈkɛlːər], [ˈtanːə], [ˈhemːən], zu neuhochdeutsch Keller, Tanne, hemmen, die zwar immer noch mit doppelten Konsonanten geschrieben, aber mit kurzen gesprochen werden: [ˈkɛlɐ], [ˈtanə], [ˈhɛmən].
In Teilen des süddeutschen und im sächsischen Sprachraum sowie in Ostösterreich wird der Anlaut lenisiert, beispielsweise schwäbisch Daag „Tag“, Boschd „Post“, Greiz „Kreuz“, siehe Fortis. Sie werden unaspiriert und stimmlos ausgesprochen (wie französische/spanische/polnische etc. t, p und k).
Ein besonders häufiges Phänomen ist die Lenisierung in der Entwicklung der westromanischen Sprachen (Karte) sowie heute noch in den keltischen Sprachen.
- lat. rota „Rad“ wird zu span. rueda (mit Weiterentwicklung zu franz. roue)
- lat. capra „Ziege“ wird zu span. cabra (mit Weiterentwicklung zu franz. chèvre)
- walisisch cath „Katze“, aber y gath „die Katze“
- schottisch-gälisch muc „(ein) Schwein“, aber a’ mhuc „das Schwein“